# Dog Gone South
Pour plus de détails, voir Fiche technique et Distribution.
Dog Gone South  est un court métrage d'animation américain de la série Merrie Melodies, réalisé par Chuck Jones, sorti en 1950,.

## Fiche technique
- Titre : Dog Gone South
- Réalisation : Chuck Jones
- Scénario : Michael Maltese
- Montage : Treg Brown
- Musique : Carl W. Stalling
- Directeur de production : John W. Burton
- Producteur : Edward Selzer
- Sociétés de production : Warner Bros. Cartoons
- Pays d'origine :  États-Unis
- Format : Couleur (Technicolor) — 35 mm — 1,37:1 — Son : Mono
- Genre : Film d'animation, Comédie
- Durée : 7 minutes
- Dates de sortie :
  -  États-Unis :  26 août 1950

## Distribution
- Mel Blanc : Charlie Dog (voix)